# 독일의 총리 목록
이 문서는 북독일연방부터 독일연방공화국까지의 총리 일람표이다.
정당색 범례
  SPD   Z   DVP   NSDAP   CDU   FDP   SED   동독 CDU   무소속
| 초상                                                 | 초상                      | 성명 (생몰)                                                           | 임기                                 | 임기                                          | 임기                    | 정당                         | 내각                                                       | 연정                                                       | 총선                       |
| 초상                                                 | 초상                      | 성명 (생몰)                                                           | 취임                                 | 퇴임                                          | 기간 (일수)             | 정당                         | 내각                                                       | 연정                                                       | 총선                       |
| Reichsministerpräsident                              | Reichsministerpräsident   | Reichsministerpräsident                                               | Reichsministerpräsident              | Reichsministerpräsident                       | Reichsministerpräsident | Reichsministerpräsident      | Reichsministerpräsident                                    | Reichsministerpräsident                                    | Reichsministerpräsident    |
| ---------------------------------------------------- | ------------------------- | --------------------------------------------------------------------- | ------------------------------------ | --------------------------------------------- | ----------------------- | ---------------------------- | ---------------------------------------------------------- | ---------------------------------------------------------- | -------------------------- |
|                                                      |                           | 카를 추 라이닝겐 후작 1804년-1856년                                   | 1848년 7월 15일                      | 1848년 9월 5일                                | 52                      | 무소속                       |                                                            |                                                            |                            |
|                                                      |                           | 안톤 폰 슈메를링 기사 1805년-1893년                                   | 1848년 9월 24일                      | 1848년 12월 15일                              | 82                      | 무소속                       |                                                            |                                                            |                            |
|                                                      |                           | 하인리히 폰 가게른 남작 1799년-1880년                                 | 1848년 12월 17일                     | 1849년 5월 10일                               | 144                     | 무소속                       |                                                            |                                                            |                            |
| Bundeskanzler des Norddeutschen Bundes               |                           |                                                                       |                                      |                                               |                         |                              |                                                            |                                                            |                            |
|                                                      |                           | 오토 폰 비스마르크 후작 (1815년–1898년)                               | 1867년 7월 1일                       | 1871년 3월 21일                               | 1359                    | 무소속                       |                                                            |                                                            |                            |
| Reichskanzler des Deutschen Reiches                  |                           |                                                                       |                                      |                                               |                         |                              |                                                            |                                                            |                            |
|                                                      |                           | 오토 폰 비스마르크 후작 (1815년–1898년)                               | 1871년 3월 21일                      | 1890년 3월 20일                               | 6939                    | 무소속                       |                                                            |                                                            |                            |
|                                                      |                           | 레오 폰 카프리비 백작 (1831년–1899년)                                 | 1890년 3월 20일                      | 1894년 10월 26일                              | 1681                    | 무소속                       |                                                            |                                                            |                            |
|                                                      |                           | 흘로트비히 추 호헨로헤 실링스퓌르스트 후작 (1819년–1901년)            | 1894년 10월 29일                     | 1900년 10월 17일                              | 2179                    | 무소속                       |                                                            |                                                            |                            |
|                                                      |                           | 베른하르트 폰 뷜로 후작 (1849년–1929년)                               | 1900년 10월 17일                     | 1909년 7월 14일                               | 3192                    | 무소속                       |                                                            |                                                            |                            |
|                                                      |                           | 테오발트 폰 베트만홀베크 (1856년–1921년)                              | 1909년 7월 14일                      | 1917년 7월 13일                               | 2921                    | 무소속                       |                                                            |                                                            |                            |
|                                                      |                           | 게오르크 미하엘리스 (1857년–1936년)                                   | 1917년 7월 14일                      | 1917년 11월 1일                               | 110                     | 무소속                       |                                                            |                                                            |                            |
|                                                      |                           | 게오르크 폰 헤르틀링 백작 (1843년–1919년)                             | 1917년 11월 1일                      | 1918년 10월 30일                              | 333                     | 중앙당                       |                                                            |                                                            |                            |
|                                                      |                           | 막시밀리안 폰 바덴 공자 (1867년–1929년)                               | 1918년 10월 3일                      | 1918년 11월 9일                               | 37                      | 무소속                       |                                                            |                                                            |                            |
| Reichskanzler des Deutschen Reiches                  |                           |                                                                       |                                      |                                               |                         |                              |                                                            |                                                            |                            |
|                                                      |                           | 프리드리히 에베르트 (1871년–1925년)                                   | 1918년 11월 9일                      | 1918년 11월 11일                              | 2                       | 독일 사회민주당              | 인민대표평의회                                             | SPD-USPD                                                   | (1912년)                   |
| Reichskanzler des Deutschen Reiches                  |                           |                                                                       |                                      |                                               |                         |                              |                                                            |                                                            |                            |
|                                                      |                           | 필리프 샤이데만 1865년-1939년 (총리 직함 사용)                        | 1919년 2월 13일                      | 1919년 6월 20일                               | 127                     | 독일 사회민주당              | 샤이데만 내각                                              | SPD-DDP-Z (흑적금 연정)                                    | 바이마르 국민의회 (1919년) |
|                                                      |                           | 구스타프 바우어 1870년-1944년 (1919년 8월 14일부터 총리 직함 사용)    | 1919년 6월 21일                      | 1920년 3월 26일                               | 279                     | 독일 사회민주당              | 바우어 내각                                                | SPD-DDP-Z (흑적금 연정)                                    | 바이마르 국민의회 (1919년) |
|                                                      |                           | 헤르만 뮐러 1876년-1931년                                             | 1920년 3월 27일                      | 1920년 6월 21일                               | 86                      | 독일 사회민주당              | 제1기 뮐러 내각                                            | SPD-DDP-Z (흑적금 연정)                                    | 바이마르 국민의회 (1919년) |
|                                                      |                           | 콘스탄틴 페렌바흐 1852년-1926년                                       | 1920년 6월 25일                      | 1921년 5월 4일                                | 313                     | 중앙당                       | 페렌바흐 내각                                              | Z-DDP-DVP                                                  | 1. (1920년)                |
|                                                      |                           | 요제프 비르트 1879년-1956년                                           | 1921년 5월 10일                      | 1922년 11월 14일                              | 553                     | 중앙당                       | 제1기 비르트 내각                                          | SPD-DDP-Z (흑적금 연정)                                    | 1. (1920년)                |
| 제2기 비르트 내각                                    |                           | 요제프 비르트 1879년-1956년                                           | 1921년 5월 10일                      | 1922년 11월 14일                              | 553                     | 중앙당                       |                                                            | SPD-DDP-Z (흑적금 연정)                                    | 1. (1920년)                |
|                                                      |                           | 빌헬름 쿠노 1876년-1933년                                             | 1922년 11월 22일                     | 1923년 8월 12 일                              | 263                     | 무소속                       | 쿠노 내각                                                  | Ind.-DVP-DDP-Z-BVP                                         | 1. (1920년)                |
|                                                      |                           | 구스타프 슈트레제만 1878년-1929년                                     | 1923년 8월 13일                      | 1923년 11월 30일                              | 109                     | 독일 인민당                  | 제1기 슈트레제만 내각                                      | DVP-SPD-Z-DDP                                              | 1. (1920년)                |
| 제2기 슈트레제만 내각                                |                           | 구스타프 슈트레제만 1878년-1929년                                     | 1923년 8월 13일                      | 1923년 11월 30일                              | 109                     | 독일 인민당                  |                                                            | DVP-SPD-Z-DDP                                              | 1. (1920년)                |
|                                                      |                           | 빌헬름 마르크스 1863년-1946년                                         | 1923년 11월 30일                     | 1925년 1월 15일                               | 412                     | 중앙당                       | 제1기 마르크스 내각                                        | Z-DVP-BVP-DDP                                              | 1. (1920년)                |
| 제2기 마르크스 내각                                  | Z-DVP-DDP                 | 빌헬름 마르크스 1863년-1946년                                         | 1923년 11월 30일                     | 1925년 1월 15일                               | 412                     | 중앙당                       | 2. (1924년)                                                |                                                            |                            |
|                                                      |                           | 한스 루터 1879년-1962년                                               | 1925년 1월 15일                      | 1926년 5월 12일                               | 482                     | 무소속                       | 제1기 루터 내각                                            | DVP-DNVP-Z-DDP-BVP                                         | 3. (1924년)                |
| 제2기 루터 내각                                      | DVP-Z-DDP-BVP             | 한스 루터 1879년-1962년                                               | 1925년 1월 15일                      | 1926년 5월 12일                               | 482                     | 무소속                       |                                                            |                                                            | 3. (1924년)                |
|                                                      |                           | 빌헬름 마르크스 1863년-1946년                                         | 1926년 5월 17일                      | 1928년 6월 12일                               | 757                     | 중앙당                       | 제3기 마르크스 내각                                        | Z-DVP-DDP-BVP                                              | 3. (1924년)                |
| 제4기 마르크스 내각                                  | Z-DNVP-DVP-BVP            | 빌헬름 마르크스 1863년-1946년                                         | 1926년 5월 17일                      | 1928년 6월 12일                               | 757                     | 중앙당                       |                                                            |                                                            | 3. (1924년)                |
|                                                      |                           | 헤르만 뮐러 1876년-1931년                                             | 1928년 6월 28일                      | 1930년 3월 27일                               | 637                     | 독일 사회민주당              | 제2기 뮐러 내각                                            | SPD-DVP-DDP-Z-BVP                                          | 4. (1928년)                |
|                                                      |                           | 하인리히 브뤼닝 1885년-1970년                                         | 1930년 3월 30일                      | 1932년 5월 30일                               | 792                     | 중앙당                       | 제1기 브뤼닝 내각                                          | Z-DDP-DVP-WP-BVP-KVP                                       | 4. (1928년)                |
| 5. (1930년)                                          |                           | 하인리히 브뤼닝 1885년-1970년                                         | 1930년 3월 30일                      | 1932년 5월 30일                               | 792                     | 중앙당                       | 제1기 브뤼닝 내각                                          | Z-DDP-DVP-WP-BVP-KVP                                       |                            |
| 제2기 브뤼닝 내각                                    | Z-DSP-BVP-KVP-CLV         | 하인리히 브뤼닝 1885년-1970년                                         | 1930년 3월 30일                      | 1932년 5월 30일                               | 792                     | 중앙당                       |                                                            |                                                            |                            |
|                                                      |                           | 프란츠 폰 파펜 1879년-1969년                                          | 1932년 6월 1일                       | 1932년 11월 17일                              | 169                     | 중앙당 → 무소속              | 폰 파펜 내각                                               | Ind.-DNVP                                                  | 6. (1932년 7월)            |
|                                                      |                           | 쿠르트 폰 슐라이허 1882년-1934년                                      | 1932년 12월 3일                      | 1933년 1월 28일                               | 56                      | 무소속                       | 폰 슐라이허 내각                                           | Ind.-DNVP                                                  | 7. (1932년 11월)           |
| Reichskanzler des Deutschen Reiches                  |                           |                                                                       |                                      |                                               |                         |                              |                                                            |                                                            |                            |
|                                                      |                           | 아돌프 히틀러 1889년-1945년 (나치 독일의 총통 직함)                   | 1933년 1월 30일                      | 1945년 4월 30일                               | 4473                    | 국가사회주의 독일 노동자당   | 히틀러 내각                                                | NSDAP-DNVP                                                 | 8. (1933년 3월)            |
| 9. (1933년 11월)                                     |                           | 아돌프 히틀러 1889년-1945년 (나치 독일의 총통 직함)                   | 1933년 1월 30일                      | 1945년 4월 30일                               | 4473                    | 국가사회주의 독일 노동자당   | 히틀러 내각                                                | NSDAP-DNVP                                                 |                            |
| NSDAP                                                | 10. (1936년)              | 아돌프 히틀러 1889년-1945년 (나치 독일의 총통 직함)                   | 1933년 1월 30일                      | 1945년 4월 30일                               | 4473                    | 국가사회주의 독일 노동자당   | 히틀러 내각                                                |                                                            |                            |
| NSDAP                                                | 11. (1938년)              | 아돌프 히틀러 1889년-1945년 (나치 독일의 총통 직함)                   | 1933년 1월 30일                      | 1945년 4월 30일                               | 4473                    | 국가사회주의 독일 노동자당   | 히틀러 내각                                                |                                                            |                            |
|                                                      |                           | 요제프 괴벨스 1897년-1945년                                           | 1945년 4월 30일                      | 1945년 5월 1일                                | 1                       | 국가사회주의 독일 노동자당   | (히틀러의 유언에서 내각을 지명했지만 그대로 수립되지 않음) | (히틀러의 유언에서 내각을 지명했지만 그대로 수립되지 않음) | —                          |
|                                                      |                           | 요한 루트비히 그라프 슈베린 폰 크로지크 1887년-1977년 (대표각료 직함) | 1945년 5월 1일                       | 1945년 5월 23일                               | 22                      | 무소속                       | 플렌스부르크 내각                                          | Ind.-NSDAP                                                 | —                          |
| Oberdirektor des Wirtschaftsrates der Bizone ernannt |                           |                                                                       |                                      |                                               |                         |                              |                                                            |                                                            |                            |
|                                                      |                           | 헤르만 퓐더 1888년-1976년                                             | 1948년 3월 10일                      | 1949년 9월 20일                               | 559                     | 중앙당 → 독일 기독교민주연합 | 행정평의회                                                 | 행정평의회                                                 |                            |
| Vorsitzender des Ministerrats                        |                           |                                                                       |                                      |                                               |                         |                              |                                                            |                                                            |                            |
|                                                      |                           | 오토 그로테볼 1894년-1964년                                           | 1949년 10월 12일                     | 1964년 9월 21일                               | 5458                    | 독일 사회주의통일당          |                                                            |                                                            |                            |
|                                                      |                           | 빌리 슈토프 1914년-1999년                                             | 1964년 9월 21일                      | 1973년 10월 3일                               | 3299                    | 독일 사회주의통일당          |                                                            |                                                            |                            |
|                                                      |                           | 호르스트 진더만 1915년-1990년                                         | 1973년 10월 3일                      | 1976년 10월 29일                              | 1122                    | 독일 사회주의통일당          |                                                            |                                                            |                            |
|                                                      |                           | 빌리 슈토프 1914년-1999년                                             | 1976년 10월 29일                     | 1989년 11월 7일                               | 4757                    | 독일 사회주의통일당          |                                                            |                                                            |                            |
|                                                      |                           | 한스 모드로프 1928년-생존                                             | 1989년 11월 13일                     | 1990년 4월 12일                               | 190                     | 독일 사회주의통일당          |                                                            |                                                            |                            |
|                                                      |                           | 로타르 더 메치에어 1940년-생존                                        | 1990년 4월 12일                      | 1990년 10월 2일                               | 173                     | 동독 기독교민주연합          |                                                            |                                                            |                            |
| Bundeskanzler der Bundesrepublik Deutschland         |                           |                                                                       |                                      |                                               |                         |                              |                                                            |                                                            |                            |
|                                                      |                           | 콘라트 아데나워 1876년-1967년                                         | 1949년 9월 15일                      | 1963년 10월 11일                              | 5139                    | 독일 기독교민주연합          | 제1기 아데나워 내각                                        | CDU/CSU-FDP-DP                                             | 1. (1949년)                |
| 제2기 아데나워 내각                                  | CDU/CSU-FDP/FVP-DP-GB/BHE | 콘라트 아데나워 1876년-1967년                                         | 1949년 9월 15일                      | 1963년 10월 11일                              | 5139                    | 독일 기독교민주연합          | 2. (1953년)                                                |                                                            |                            |
| 제3기 아데나워 내각                                  | CDU/CSU-DP                | 콘라트 아데나워 1876년-1967년                                         | 1949년 9월 15일                      | 1963년 10월 11일                              | 5139                    | 독일 기독교민주연합          | 3. (1957년)                                                |                                                            |                            |
| 제4기 아데나워 내각                                  | CDU/CSU-FDP               | 콘라트 아데나워 1876년-1967년                                         | 1949년 9월 15일                      | 1963년 10월 11일                              | 5139                    | 독일 기독교민주연합          | 4. (1961년)                                                |                                                            |                            |
| 제5기 아데나워 내각                                  | CDU/CSU-FDP               | 콘라트 아데나워 1876년-1967년                                         | 1949년 9월 15일                      | 1963년 10월 11일                              | 5139                    | 독일 기독교민주연합          | 4. (1961년)                                                |                                                            |                            |
|                                                      |                           | 루트비히 에르하르트 1897년-1977년                                     | 1963년 10월 16일                     | 1966년 12월 1일                               | 1142                    | 무소속 (기민련과 제휴)       | 4. (1961년)                                                | 제1기 에르하르트 내각                                      | CDU/CSU-FDP                |
| 제2기 에르하르트 내각                                | 5. (1965년)               | 루트비히 에르하르트 1897년-1977년                                     | 1963년 10월 16일                     | 1966년 12월 1일                               | 1142                    | 무소속 (기민련과 제휴)       |                                                            |                                                            | CDU/CSU-FDP                |
|                                                      | 5. (1965년)               |                                                                       | 쿠르트 게오르크 키징거 1904년-1988년 | 1966년 12월 1일                               | 1969년 10월 21일        | 1055                         | 독일 기독교민주연합                                        | 키징거 내각                                                | CDU/CSU-SPD (대연정)       |
|                                                      |                           | 빌리 브란트 1913년-1992년                                             | 1969년 10월 21일                     | 1974년 5월 7일                                | 1659                    | 독일 사회민주당              | 제1기 브란트 내각                                          | SPD-FDP                                                    | 6. (1969년)                |
| 제2기 브란트 내각                                    | 7. (1972년)               | 빌리 브란트 1913년-1992년                                             | 1969년 10월 21일                     | 1974년 5월 7일                                | 1659                    | 독일 사회민주당              |                                                            | SPD-FDP                                                    |                            |
| 제2기 브란트 내각                                    | 7. (1972년)               |                                                                       |                                      | 발터 셸 1919년-2016년 (부총리으로서 권한대행) | 1974년 5월 7일          | 1974년 5월 16일              | 9                                                          | SPD-FDP                                                    | 자유민주당                 |
|                                                      | 7. (1972년)               |                                                                       | 헬무트 슈미트 1918년-2015년          | 1974년 5월 16일                               | 1982년 10월 1일         | 138                          | 독일 사회민주당                                            | 제1기 슈미트 내각                                          | SPD-FDP                    |
| 제2기 슈미트 내각                                    | 8. (1976년)               |                                                                       | 헬무트 슈미트 1918년-2015년          | 1974년 5월 16일                               | 1982년 10월 1일         | 138                          | 독일 사회민주당                                            |                                                            | SPD-FDP                    |
| 제3기 슈미트 내각                                    | 9. (1980년)               |                                                                       | 헬무트 슈미트 1918년-2015년          | 1974년 5월 16일                               | 1982년 10월 1일         | 138                          | 독일 사회민주당                                            |                                                            | SPD-FDP                    |
|                                                      | 9. (1980년)               |                                                                       | 헬무트 콜 1930년-2017년              | 1982년 10월 1일                               | 1998년 10월 27일        | 5870                         | 독일 기독교민주연합                                        | 제1기 콜 내각                                              | CDU/CSU-FDP                |
| 제2기 콜 내각                                        | 10. (1983년)              |                                                                       | 헬무트 콜 1930년-2017년              | 1982년 10월 1일                               | 1998년 10월 27일        | 5870                         | 독일 기독교민주연합                                        |                                                            | CDU/CSU-FDP                |
| 제3기 콜 내각                                        | CDU/CSU-FDP-DSU           | 11. (1987년)                                                          | 헬무트 콜 1930년-2017년              | 1982년 10월 1일                               | 1998년 10월 27일        | 5870                         | 독일 기독교민주연합                                        |                                                            |                            |
| 제4기 콜 내각                                        | CDU/CSU-FDP               | 12. (1990년)                                                          | 헬무트 콜 1930년-2017년              | 1982년 10월 1일                               | 1998년 10월 27일        | 5870                         | 독일 기독교민주연합                                        |                                                            |                            |
| 제5기 콜 내각                                        | CDU/CSU-FDP               | 13. (1994년)                                                          | 헬무트 콜 1930년-2017년              | 1982년 10월 1일                               | 1998년 10월 27일        | 5870                         | 독일 기독교민주연합                                        |                                                            |                            |
|                                                      |                           | 게르하르트 슈뢰더 1944년-생존                                         | 1998년 10월 27일                     | 2005년 11월 22일                              | 2583                    | 독일 사회민주당              | 제1기 슈뢰더 내각                                          | SPD-GRÜNE (적록 연정)                                      | 14. (1998년)               |
| 제2기 슈뢰더 내각                                    | 15. (2002년)              | 게르하르트 슈뢰더 1944년-생존                                         | 1998년 10월 27일                     | 2005년 11월 22일                              | 2583                    | 독일 사회민주당              |                                                            | SPD-GRÜNE (적록 연정)                                      |                            |
|                                                      |                           | 앙겔라 메르켈 1954년-생존                                             | 2005년 11월 22일                     | 2021년 12월 8일                               | 5860                    | 독일 기독교민주연합          | 제1기 메르켈 내각                                          | CDU/CSU-SPD (대연정)                                       | 16. (2005년)               |
| 제2기 메르켈 내각                                    | CDU/CSU-FDP               | 앙겔라 메르켈 1954년-생존                                             | 2005년 11월 22일                     | 2021년 12월 8일                               | 5860                    | 독일 기독교민주연합          | 17. (2009년)                                               |                                                            |                            |
| 제3기 메르켈 내각                                    | CDU/CSU-SPD (대연정)      | 앙겔라 메르켈 1954년-생존                                             | 2005년 11월 22일                     | 2021년 12월 8일                               | 5860                    | 독일 기독교민주연합          | 18. (2013년)                                               |                                                            |                            |
| 제4기 메르켈 내각                                    | CDU/CSU-SPD (대연정)      | 앙겔라 메르켈 1954년-생존                                             | 2005년 11월 22일                     | 2021년 12월 8일                               | 5860                    | 독일 기독교민주연합          | 19. (2017년)                                               |                                                            |                            |
|                                                      |                           | 올라프 숄츠 1958년-생존                                               | 2021년 12월 8일                      | 2025년 5월 6일                                | 1245                    | 독일 사회민주당              | 제1기 숄츠 내각                                            | SPD-GRÜNE-FDP                                              | 20. (2021년)               |
|                                                      |                           | 프리드리히 메르츠 1955년-생존                                         | 2025년 5월 6일                       |                                               | 27                      | 독일 기독교민주연합          | 제1기 메르츠 내각                                          | CDU/CSU-SPD (대연정)                                       | 21. (2025년)               |

## 같이 보기
- 독일
- 독일의 대통령 목록
- 독일의 총리
- 독일의 부총리